# 달비크

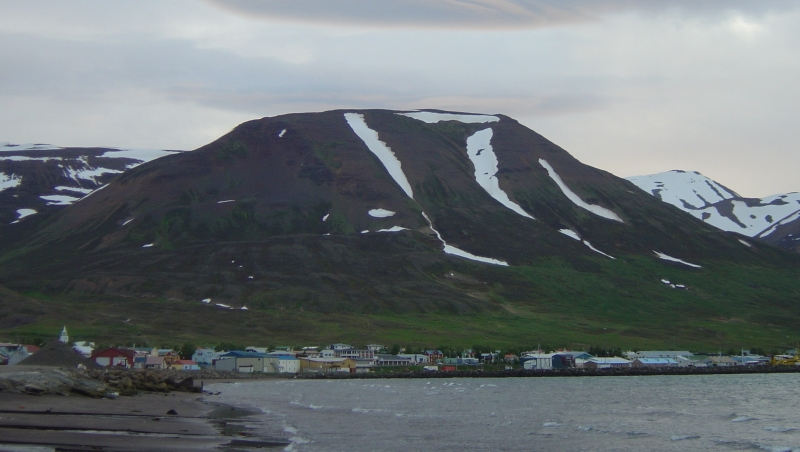

달비크(아이슬란드어: Dalvík)는 아이슬란드 북부에 위치한 도시로 인구는 1,454명(2011년 기준)이다. 행정 구역상으로는 노르뒤를란드 에이스트라에 속하며 도시 이름은 아이슬란드어로 "골짜기(Dal)가 들어오는 강(vík, "만"이라는 뜻)"을 뜻한다.
달비크 항은 이 지역의 중요한 항구이자 어항 역할을 담당한다. 그림세이 섬을 연결하는 페리가 운행되며 시의 주요 산업은 어업과 수산물 가공업이다. 아이슬란드의 대표적인 스키장이 들어서 있으며 올림픽과 세계 선수권 등 국제 대회에서 아이슬란드 대표로 참가한 스키 선수들을 배출한 도시이기도 하다.